# Altaj Airlines
L'Altaj Airlines (in russo: Алтайские Авиалинии) (ex-Aeroflot-Barnaul) è una compagnia aerea russa con base tecnica all'aeroporto di Barnaul, nel territorio dell'Altaj, in Russia.

## Strategia
La compagnia aerea fa servizio aereo charter regionale ed interregionale con gli aerei Antonov An-2 ed elicotteri Mil Mi-8, Robinson R44.
La russa Altaj Airlines si basa all'aeroporto di Barnaul-Michajlovka ed effettua i voli charter turistici, i voli d'emergenza per la Protezione Civile della Russia, i voli per i fabbisogni dell'agricoltura locale.

## Flotta
Aerei
- 3 Antonov An-2
- 1 Yakovlev Yak-40

Elicotteri
- 6 Mil Mi-8T/P
- 1 Robinson R44

## Flotta storica
- Antonov An-26B
- Ilyushin Il-76TD
- Tupolev Tu-154B-1